# 路西区
路西区，中華人民共和國河北省保定市旧区名。1958年由保定市新二区改置。在今河北省保定市区西部。1960年与路东区合并为保定市市区。